# Islas Marías
Las islas Marías, también llamadas islas Tres Marías, son un grupo de islas localizadas en el océano Pacífico a 112 km de las costas del estado mexicano de Nayarit, al que administrativamente pertenecen de facto y jurisdiccionalmente son federales (de jure), ya que poseen su propio Estatuto.
La mayor de las islas, María Madre (145,282 km²) tiene una altura máxima de 616 m s. n. m., y albergaba la Colonia Penal Federal Islas Marías establecida en 1905 y suprimida en 2019. Las otras islas mayores son María Magdalena (70,44 km²), María Cleofas (19,818 km²) y San Juanito (9,105 km²); la superficie total de las islas es de 244,97 km². En el año 2010 fueron declaradas por la UNESCO como reserva de la biosfera.

## Historia

### El descubrimiento
En la cuarta Carta de Relación, fechada en México el 15 de octubre de 1525, escribe Hernán Cortés al Rey de España de la preparación de barcos para explorar y someter nuevos reinos sobre la Mar del Sur, idea que bullía en su mente desde hace dos años atrás, recién consumada la conquista de la gran Tenochtitlán. En 1529, estando Cortés en España, firmó un convenio con la Corona española por la cual se obligaba a enviar por su cuenta «armadas para descubrir islas y territorios en la Mar del Sur» (océano Pacífico).
Deseaba encontrar además del dominio territorial y las posibles ganancias en metales preciosos en las nuevas tierras a descubrir, un paso de mar entre el Pacífico y el Atlántico, pues se pensaba que si Fernando de Magallanes había encontrado un estrecho que comunicaba ambos océanos por el Sur, también debería existir otro paso por el norte. Ese paso marítimo era el mítico estrecho de Anián. En el mencionado convenio se estipulaba que de las tierras y ganancias que se obtuvieran, una décima parte corresponderían al descubridor en propiedad perpetua, para sí y sus descendientes.
Envió Cortés con tal fin la primera flota exploradora en 1532, rumbo al norte de la Mar del Sur, la expedición estaba compuesta por dos buques, el San Miguel y el San Marcos, al mando de su primo Diego Hurtado de Mendoza quien comandaba la pequeña expedición a bordo del San Marcos en tanto el capitán del San Miguel era el capitán Juan de Mazuela.
Partió la expedición en esos navíos desde Santo Domingo Tehuantepec, Oaxaca, después de tocar Manzanillo Colima se fueron costeando los hoy estados de Jalisco y Nayarit, que en aquel entonces formaban parte de la audiencia de la Nueva Galicia, hasta descubrir el archipiélago de las islas Marías a las que nombró Magdalenas. No encontraron seres humanos ni trazas de que hayan estado alguna vez habitadas las islas.

### Época virreinal

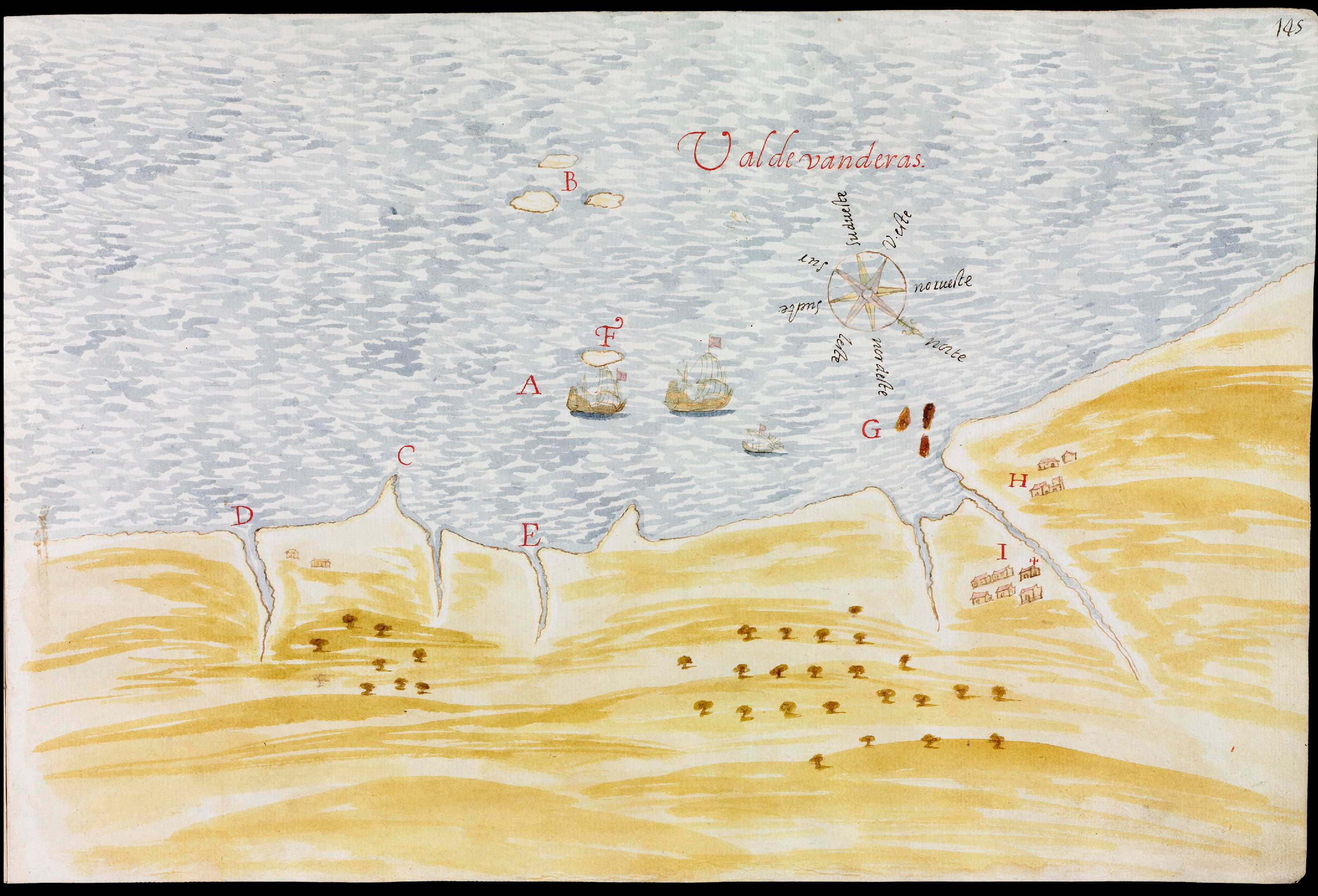
Las "islas de las Marías", en número de tres, señaladas con la letra B en un mapa español del.

En 1531, gobernaba el recién fundado reino de la Nueva Galicia el conquistador Nuño Beltrán de Guzmán. De alguna manera se enteró de la existencia las islas (se pueden apreciar a simple vista en un día claro desde las montañas cercanas a la costa central de Nayarit) y las bautizó como Islas de la Concepción, al año siguiente (1532) construyó un navío pequeño (bergantín) y lo envió al mando de Pedro de Guzmán para que tomara posesión de ellas en nombre de la Corona española, al tomar posesión de las islas las nombraron Isla de Ramos e Isla de Nuestra Señora.
Las crónicas dicen que tanto la expedición de Hernán Cortés, como la de Nuño de Guzmán llegaron al mismo grupo de islas el mismo año, sin embargo la Real Audiencia de la Nueva España concedió a Diego Hurtado de Mendoza su descubrimiento.
Por algún error de cartografía el archipiélago de cuatro islas se redujo a tres durante la época de la colonia, no está por demás decir que poca o nula atención recibió el archipiélago durante los tiempos de la colonia.

### Las islas en elsigloXIX
Fue hasta el 28 de diciembre de 1836, fecha en que reconoció la Corona española mediante el Tratado definitivo de paz y amistad entre México y España, el dominio mexicano sobre las islas adyacentes a lo que fue el Virreinato de la Nueva España. Aun cuando el dominio de dichas islas lo ejercía de hecho el gobierno de la naciente República Mexicana.
Vicente Álvarez de la Rosa formalizó en 1857 un contrato de arrendamiento con el gobierno de la república mexicana para explotar las riquezas naturales del archipiélago, el cual fue anulado por el gobierno de
Benito Juárez en beneficio del general José López Uraga a quien se le otorgaron las islas con la condición de no venderlas o rentarlas a ningún extranjero. Con el correr de los años el general López Uraga fue considerado traidor a la patria y le revocaron la propiedad de las islas que pasaron a ser patrimonio de la nación.
Para 1878, debido a la Ley de Amnistía emitida por el gobierno de Benito Juárez, el ex-general López Uraga recuperó la propiedad de las Islas Marías. Más pronto que tarde las islas fueron vendidas en 1879 a un vecino de Tepic, Nayarit por 45 mil pesos. Así fue como Manuel Carpena pasó a ser el nuevo propietario de las islas, él y su familia las explotaron, principalmente las salinas. Después de la muerte de Manuel Carpena, su viuda Gila Azcona de Carpena las vendió en enero de 1905 al gobierno federal.

### Centro penitenciario

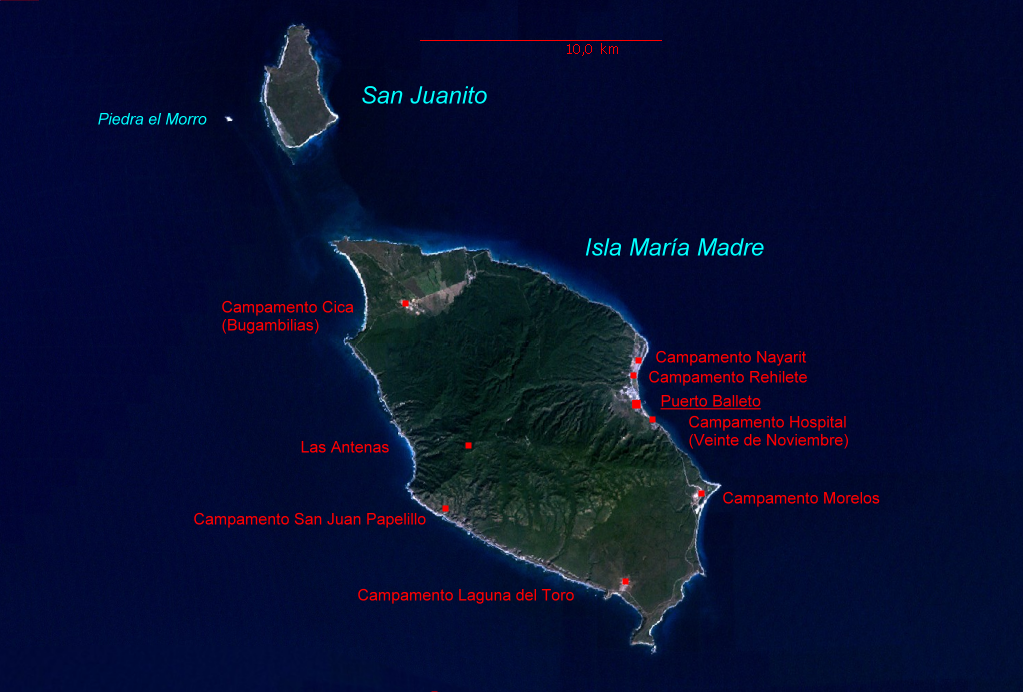
Campamentos en la isla María Madre.

La Colonia Penal Federal Islas Marías (tal era su nombre) fue una prisión de bajo perfil o de baja seguridad, que podía albergar no más de 13 000 reos o colonos. Los colonos vivían con sus familias en casas provistas por la administración local. Los colonos prisioneros debían trabajar en las granjas agrícolas o ganaderas o donde fuera necesario. Por orden del general de brigada Rafael M. Pedrajo quien fue director gobernador del penal y que durante su gestión construyó el hospital, las escuelas, la biblioteca, el muelle, el almacén, además de que pavimentó el centro de Puerto Balleto etc., se transformó en una cárcel sin rejas. Al día de hoy, la isla únicamente conserva su denominación como reserva de la biosfera, pues por medio de un decreto publicado en el Diario Oficial de la Federación, el ocho de marzo de 2019, la Colonia Penal Federal Islas Marías fue desincorporada del Sistema Federal Penitenciario.

### Las islas en elsigloXXI
El estado de Nayarit posee el territorio insular de las Marías, pero jurídicamente son un territorio de mando federal en donde la decisión sobre todo lo que acontece en ellas corresponde los poderes de la nación mexicana para integrarlo como nuevo municipio.
A partir de los problemas de sobrepoblación en las cárceles de México, se retoma el envío de presos a las islas Marías, con un gran proyecto iniciado en abril de 2005, el cual tiene como finalidad llevar la población a unos 3000 habitantes (presos y empleados).
El archipiélago de las islas Marías es ahora un área protegida por la Secretaría de Medio Ambiente y Recursos Naturales. En el año 2010 las islas Marías fueron declaradas por la UNESCO como Reserva de la biosfera, entre otras zonas declaradas en el país. El gobierno ha actuado inmediatamente sobre la vigilancia de éstas y la protección de la flora y la fauna endémica que conforman un ecosistema muy frágil en relación con el océano y su ambiente.
Actualmente el estado de Nayarit reclama la posesión legal de las islas para destinarlas al turismo, pero las islas tienen un delicado ecosistema razón por la cual no se busca destinarla para el turismo de masas sino para los turistas amantes de la naturaleza y para el turismo académico. Una nueva repoblación del territorio federal se hace bajo el concepto de protección ecológica y conservación del medio ambiente natural. Una vez más, la única isla poblada sigue siendo y será la Isla María Madre.
El 16 de diciembre de 2022, el presidente Andrés Manuel López Obrador inauguró el Centro Turístico Islas Marías en Isla María Madre.En la actualidad, es posible visitar la Isla Maria Madre saliendo de los puertos de Mazatlan en Sinaloa y San Blas en Nayarit. Las salidas turísticas son un fin de semana y únicamente vía marítima.

## Islas

### Isla María Madre
María Madre es la isla más grande del archipiélago de las Marías y la única con asentamientos humanos. Albergaba la Colonia Penal Federal Islas Marías (establecida en 1905). Su localidad más grande es Puerto Balleto y cuenta con todos los servicios de infraestructura (incluso un canal de televisión digital terrestre), un puerto y un aeropuerto de mediano alcance. Tiene una superficie de 145.28 km². La altura máxima de la isla es Punta Rocosa, de 650 metros sobre el nivel del mar, y el clima es subtropical con lluvias abundantes en verano.

#### Campamentos
La Isla María Madre está organizada en campamentos, los cuales se distribuyen en todo el territorio:
1. Puerto Balleto, 183 habitantes: 75 hombres, 108 mujeres Censo INEGI 2010
2. Rehilete, 110 habitantes: 88 hombres, 22 mujeres Censo INEGI 2010
3. Nayarit: 108 habitantes: 57 hombres, 51 mujeres Censo INEGI 2010
4. Aserradero, 744 habitantes Censo INEGI 2010
5. Bugambilias (CICA), 624 habitantes: 568 hombres, 56 mujeres Censo INEGI 2010
6. Camarón
7. San Juan Papelillo, 34 habitantes Censo INEGI 2010
8. Laguna del Toro, 320 habitantes: 242 hombres 78 mujeres Censo INEGI 2010
9. Morelos, 641 habitantes Censo INEGI 2010
10. Hospital 24 habitantes Censo INEGI 2010
11. Zacatal

Las actividades realizadas en cada uno de estos centros poblacionales era diversa. El principal es Puerto Balleto, lugar donde están las oficinas centrales de administración, así como los principales centros de trabajo y recreo. Está formado por varias "jefaturas": Puerto Balleto, Bellavista, Unidad Habitacional Miguel Hidalgo, Primero de Mayo.

### Isla María Magdalena

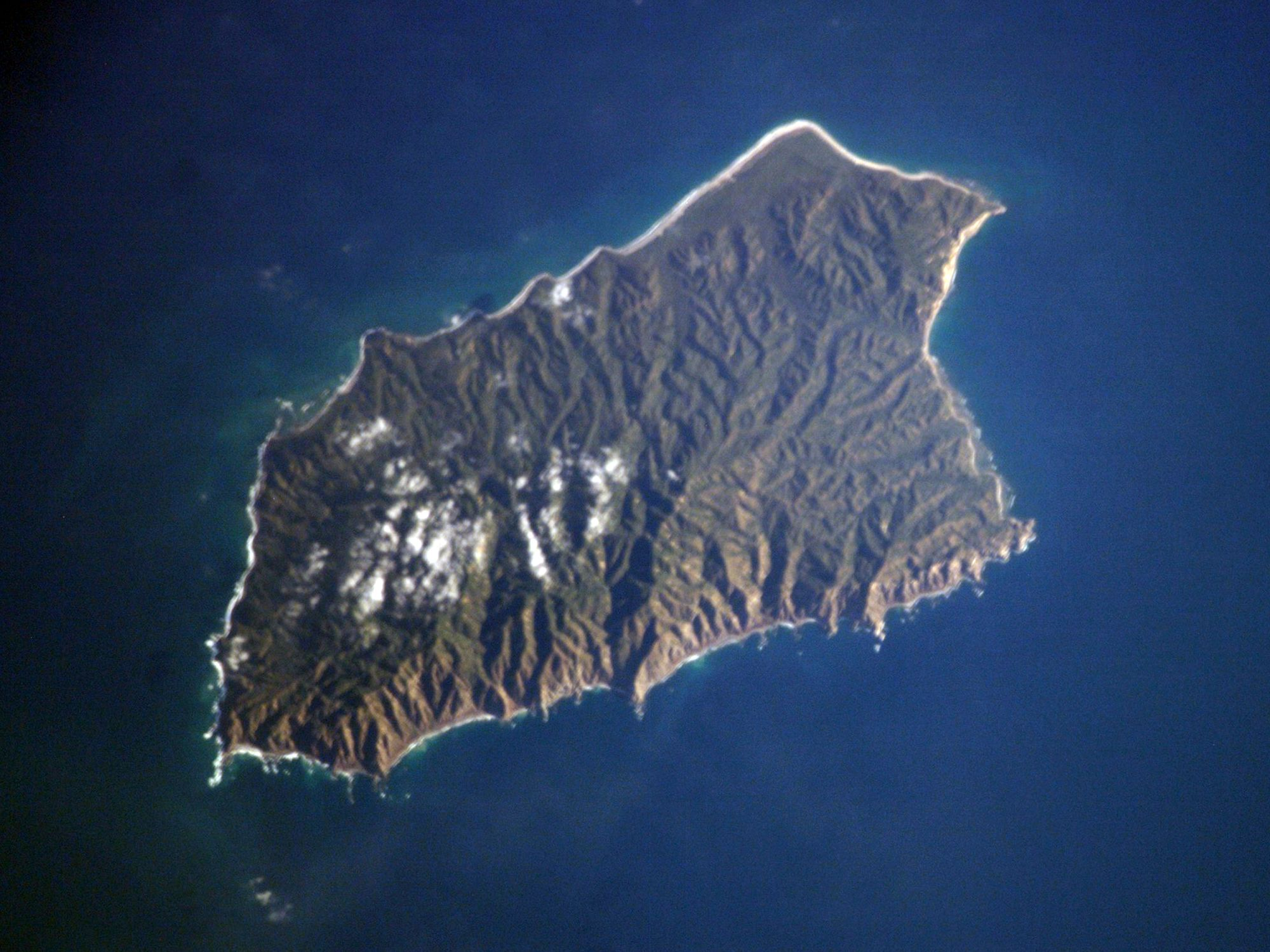
Isla María Magdalena.

María Magdalena es la segunda isla más grande del archipiélago de las Marías, la isla no está habitada y se mantiene prístina con una numerosa flora y fauna endémica, se mantiene resguardada por el ejército nacional. Tiene una superficie de 70,44 km², la altura máxima de la isla es de 450 metros sobre el nivel del mar, el clima es subtropical con lluvias abundantes en verano.
La isla está regida por un director general, que a su vez tiene carácter de gobernador y de juez de lo civil quien gobierna todo el archipiélago desde Puerto Balleto. El mando militar es independiente de la Dirección General de las islas y está a cargo de un miembro de la Marina Armada de México, quienes patrullan permanentemente la Isla María Magdalena.

### Isla María Cleofas

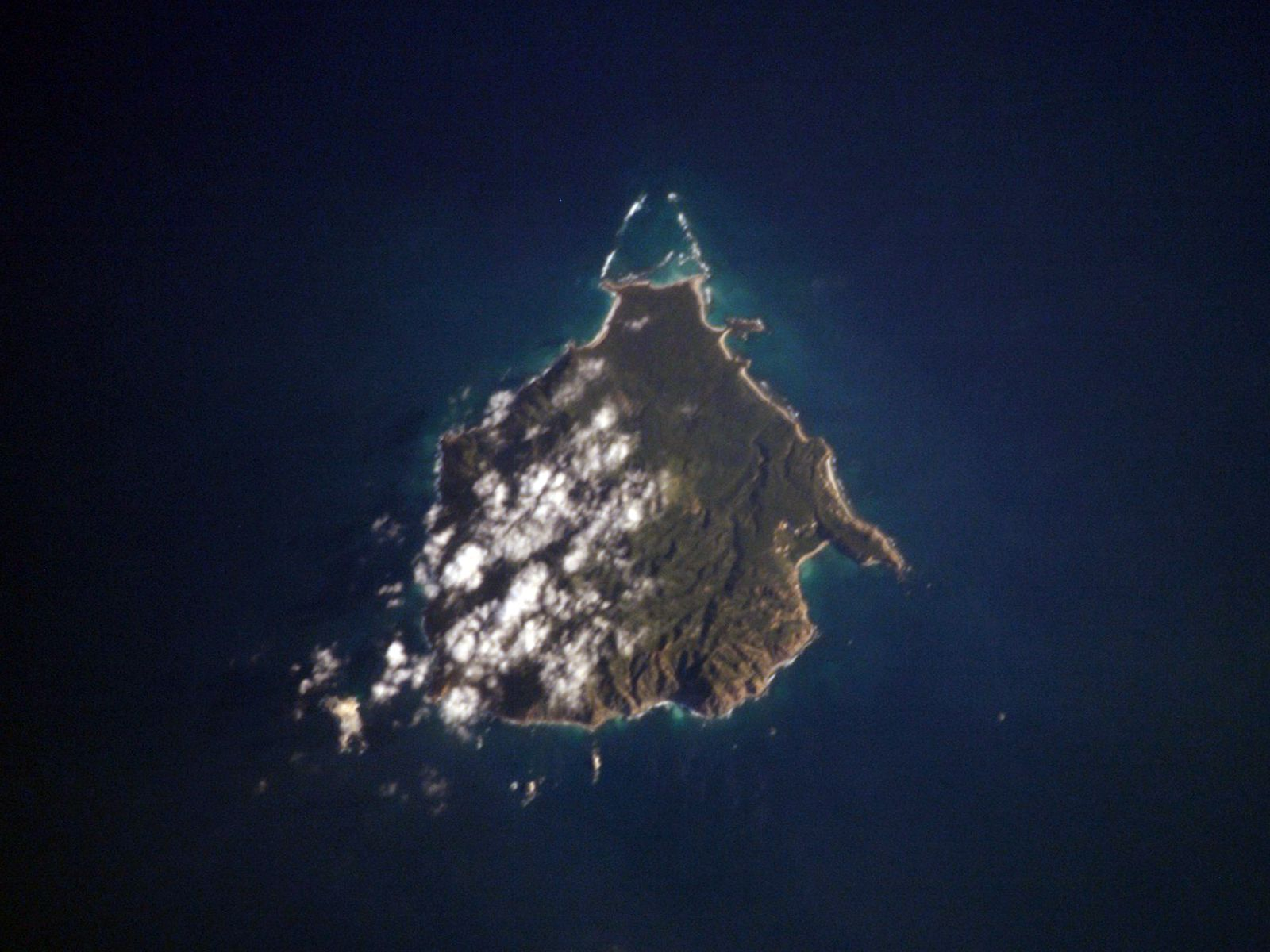
Isla María Cleofas.

María Cleofas es la tercera isla del archipiélago de las Marías. No está habitada y se mantiene prístina con una numerosa flora y fauna endémica. Tiene una forma semicircular con una gran ensenada hacia el sur. La isla se mantiene resguardada por el ejército nacional. Tiene una superficie de 19,818 km² y su altura máxima es de 150 metros sobre el nivel del mar. El clima es subtropical con lluvias abundantes en verano.
La isla está regida por un director general, que a su vez tiene carácter de gobernador y de juez de lo civil. Quien ocupa este cargo gobierna todo el archipiélago desde Puerto Balleto. El mando militar es independiente de la Dirección General de las islas y está a cargo de un miembro de la Marina Armada de México, quienes patrullan permanentemente la isla María Cleofas.

### Isla San Juanito
San Juanito es la isla más pequeña del archipiélago de las Marías. Tampoco está habitada y tiene una topografía poco accidentada comparada con el resto de las islas. Se mantiene resguardada por el ejército nacional. Tiene una superficie de 9,105 km² y la altura máxima de la isla es de 12 metros sobre el nivel del mar. El clima es del mismo tipo que las demás islas.
Piedra el Morro es un islote que pertenece a la isla San Juanito, se ubica al suroeste de las islas a 6 kilómetros de la costa.

## Flora y fauna
En las islas se encuentran varias especies endémicas y otras de singular interés, que muestran que en un pasado remoto debió existir un puente de tierra con el continente. Destacan el conejo de las Marías, el mapache de Tres Marías, el ratón de las Islas Marías, los loros, iguanas, pájaros bobos, ratón de las marías, cenzontles, camaleones, lagartijas, murciélagos, zopilotes, zarigüeyas, el marsupial amenazado Tlacuatzin canescens, culebras, serpientes venenosas, insectos tales como escarabajos, mariposas, saltamontes, abejas, avispas, mosquitos y una rica fauna marina en la que destaca varias especies de tiburones; también la ballena gris ha sido divisada cercana a las costas del archipiélago y grandes bancos de peces y moluscos.
La flora es variada y existen varias especies en especial estudio, abundan los matorrales, las plantas cactáceas como los cardones, biznagas, órganos, nopales y garambullos, los mezquites o algarrobos, guayacanes, ceibas, palmeras, platanares silvestres, mangles, amapolas, etc. Debido a su clima tropical y tipo de suelo se desarrollan los árboles frutales y maderas preciosas. 
Entre las especies introducidas al archipiélago se encuentran las cabras, gatos, rata negra, caballos, vacas, borregos, gallos, palomas asiática doméstica y paloma turca de collar, y gorrión doméstico. Algunas de las plantas introducidas son el tabaquillo, la jabonera de Madagascar, y el carrizo, asiático gigante.
| Flora y fauna de las Marías |                          |                        |                        |                   |
|                             |                          |                        |                        |                   |
| Sylvilagus graysoni         | Procyon lotor insularis  | Carcharodon carcharias | Amazona ochrocephala   | Iguana iguana     |
|                             |                          |                        |                        |                   |
| Prosopis velutina           | Eschscholzia californica | Coreopsis gigantea     | Lophocereus marginatus | Guaiacum coulteri |

## Las islas en el cine
Las Islas Marías han formado parte de la época de oro del cine mexicano con la película Las Islas Marías, un filme escrito y dirigido por Emilio Fernández que narra el vivir y las dificultades de los internos en la colonia federal penal, con la actuación de Pedro Infante y Rocío Sagaón.
En un episodio del Chavo del 8, en un "entremés", el Chompiras (Chespirito) y el Peterete (Ramón Valdés) quieren que los lleven a las Islas Marías a comer ceviche, por lo que quiebran una ventana que resulta ser de la casa del Chompiras. Luego tratan de reformarse y tiran una pistola en símbolo de la vida pasada que rompe una ventana y el policía (Carlos Villagrán) se los lleva detenidos a las islas.